# Курдиян, Карен Григорьевич
Карен Григорьевич Курдиян (арм. Կարեն Գրիգորիի Կուրդիյան; 13 сентября 1938, Ереван — 7 марта 2007, Ереван) — армянский звукорежиссёр, член союза кинематографистов Армении.

## Образование
- 1961 — закончил Ленинградский институт киноинженеров.

## Творческая деятельность
- Десятки лет проработал звукооператором на киностудии «Арменфильм» им. Амо Бекназаряна.
- С самого основания до конца жизни работал на телеканале «Հ2».

## Звукорежиссёр

### Избранные фильмы
- Мы и наши горы (1969)
- Мужчины (1972)
- Последний подвиг Камо (1973)
- Терпкий виноград (1973)

### Избранные мультфильмы
- Кто расскажет небылицу? (1982)
- Ух ты, говорящая рыба! (1983)
- В синем море, в белой пене (1984)
- Ишь ты, Масленица! (1985)
- Три сказки (1986)
- «Урок» (1987)
- Пинг-понг (1988)

## Награда
- за мастерский труд удостоен квалификации «Высококлассный звукооператор».